# Виноградівський історичний музей
Виноградівський історичний музей — краєзнавчий музей у місті Виноградів Берегівського району Закарпатської області України. Заснований у 1965 році. Експозиції музею розповідають про історію міста Виноградів та колишнього Виноградівського району.

## Історія
Перший історичний музей у місті Виноградів був заснований наприкінці XIX століття вчителем горожанської школи Йожефом Мігаліком.
У 1965 році Виноградівська районна рада заснувала народний історико-краєзнавчий музей. У 1967 році він став філіалом Закарпатського краєзнавчого музею. Сучасну назву Виноградівський історичний музей отримав у 1999 році.

## Експозиції та фонди
Фонди Виноградівського історичного музею нараховують понад 20 тисяч експонатів. Експозиції поділені на 8 розділів. Серед експонатів є речі, знайдені під час археологічних досліджень стоянки у смт Королево — найдавнішої стоянки доби палеоліту на території України. У музеї наявні експонати повстання Дьєрдя Дожі (1514) та Національно-визвольної війни угорського народу (1703—1711). Також зібрані колекції народного одягу, зокрема вишиванок, XVIII—XIX століть, а також предмети побуту цього періоду. Деякі виставки розповідають про історію Виноградова та Закарпаття у добу Другої світової війни, а також про освіту, культуру та спорт краю.